# 기타도라

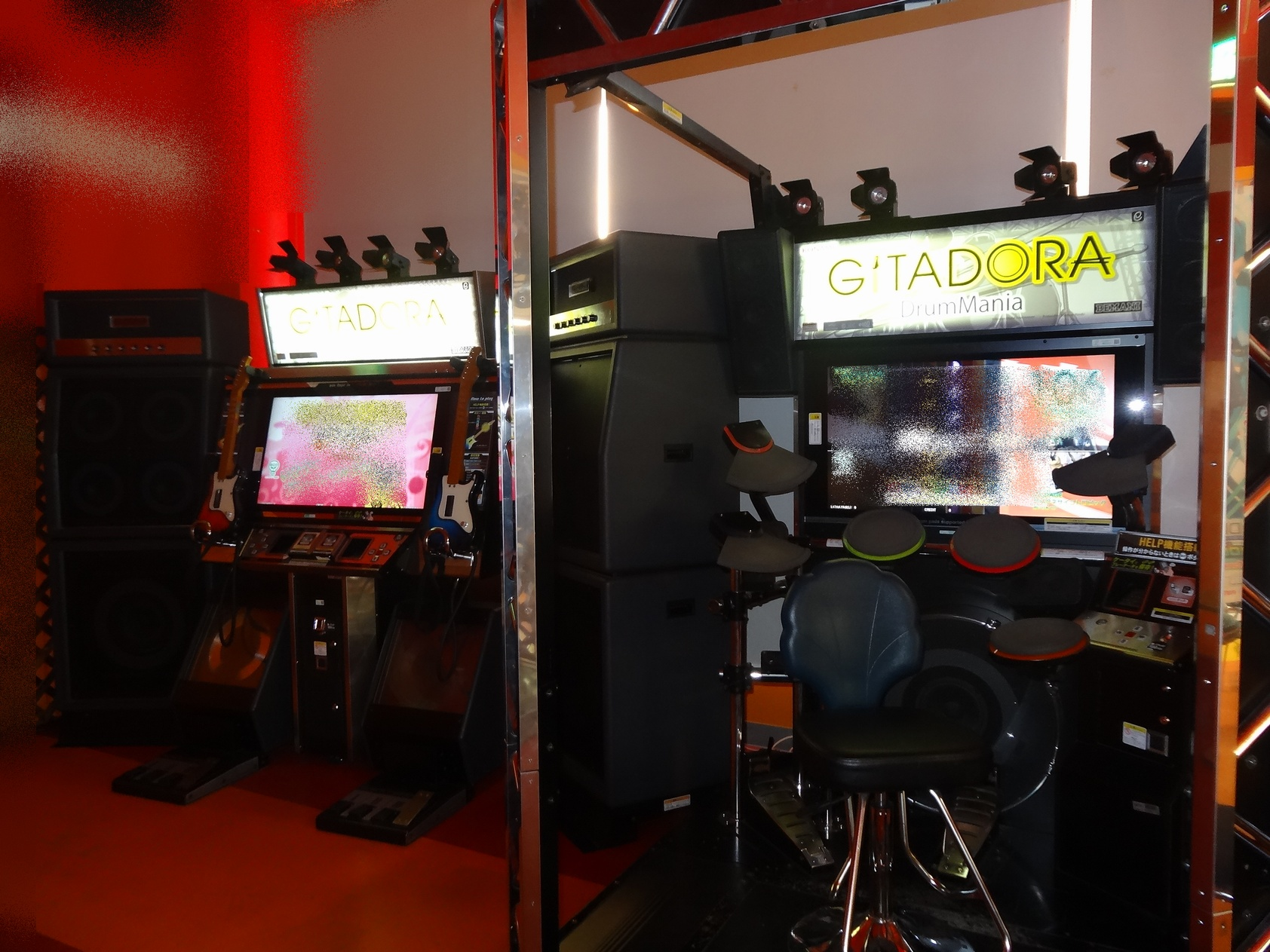
GITADORA OverDrive (왼쪽 : 기타프릭스・오른쪽 : 드럼매니아)

기타도라(GITADORA, 일본어: ギタドラ)는 코나미가 개발・발매하는 기타, 드럼의 시뮬레이션 음악 게임으로 기타프릭스와 드럼매니아의 후속작이며 비마니 시리즈 중 하나이다. 이전의 시리즈와 비교했을 때, 기타프릭스는 노란색(Y)과 분홍색(P) 버튼이 추가되어 노트가 나오는 레인의 수가 3개에서 5개로, 드럼매니아는 왼발 페달, 왼쪽 크래시 심벌, 플로우 탐이 추가되어 6개에서 9개로 확장되었다. 기존에는 시리즈 명을 기타도라로 하지 않고 기타프릭스XG・드럼매니아XG라는 이름으로 발매되었으나 XG3 이후 2013년에 발매한 후속작부터 현재 이름으로 바뀌었다.

## 시리즈

### 아케이드 게임장용
- GuitarFreaks XG & DrumMania XG(2010년)

이전 세대 기기인 기타프릭스/드럼매니아 V7과 연동 가능하다.
- GuitarFreaks XG2 & DrumMania XG2 Groove to Live (2011년)

이전 세대 기기인 기타프릭스/드럼매니아 V8과 연동 가능하다.
- GuitarFreaks XG3 & DrumMania XG3 (2012년)
- GITADORA (2013년)

현행 명칭인 'GITADORA'를 사용한 첫 번째 타이틀.
- GITADORA OverDrive (2014년)
- GITADORA Tri-Boost (2015년)
- GITADORA Tri-Boost Re:EVOLVE (2016년)
- GITADORA Matixx (2017년)
- GITADORA EXCHAIN (2018년)
- GITADORA NEX＋AGE (2019년)
- GITADORA HIGH-VOLTAGE (2021년)
- GITADORA FUZZ-UP (2022년)
- GITADORA GALAXY WAVE (2024년)

### 모바일
- GITADORA for iOS & Android (2013년)

### Windows
- 코나스테 GITADORA (일본어: コナステ GITADORA, 2020년)